# Teatro Simón Bolívar
Il Teatro Simón Bolívar è un complesso culturale e teatrale localizzato nel Municipio Libertador del Distretto Capitale. Si ubica specificamente nell'edificio Rialto vicino alla Casa Amarilla, l'edificio La Francia e la Piazza Bolívar di Caracas.
Il teatro iniziò la sua storia come «Cinema Principessa» nel 1917 per poi essere chiamato «Cinema Rialto» nel 1919. Fu chiuso nel 1941 e riaperto nel 1943. Ma negli anni successivi andò in rovina, per cui si decise di ricostruirlo, modificarlo e ampliarlo come l'attuale Teatro Simón Bolívar, essendo reinaugurato il 18 di dicembre di 2013 da parte delle autorità del Distretto Capitale e del sindaco del Municipio Libertador di Caracas.
Possiede 679 palchi adornati con simboli allegorici riferiti a Simón Bolívar, 504 posti di balconata e ha inoltre una sala di usi molteplici con capacità per 175 persone. Lo spazio oltretutto ha aree attrezzate per esposizioni.